# Lex Appuleia de maiestate
La Lex Appuleia de maiestate o Ley de lesa majestad fue una ley restaurada en tiempos de Tiberio, en el año 15 d. C. Era el gran poder de la República. Promulgada en 103 a. C., todas las ofensas al pueblo de Roma y a sus representantes se castigaban con máxima dureza. Como en aquel momento el pueblo romano estaba representado por el emperador, las ofensas a este constituían la base jurídica para perseguir a los que se oponían al régimen instaurado. Tácito explica que el que la revivió fue Augusto para mantener su poder absoluto y que a partir de entonces sus sucesores la usan. Esto supuso una ocasión para los delatores que recibían el 25 % de los bienes confiscados, haciendo que muchas veces se produjesen demandas injustificadas. Será utilizado por el Senado como instrumento de terror. Tiberio luchará contra esto.